# Veiligheidsregio Limburg-Noord

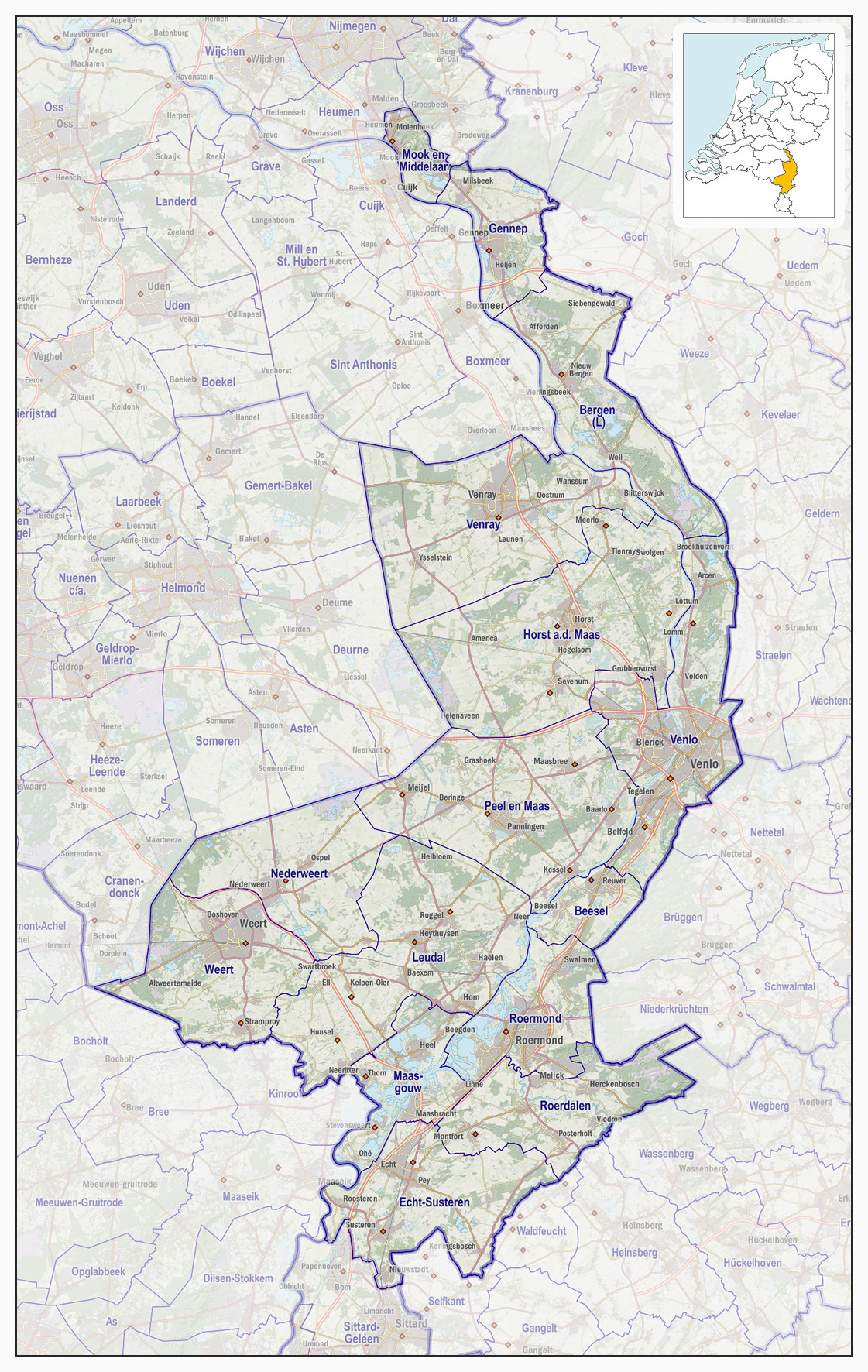
Regio Limburg-Noord, impressie van het landschap en indeling van gemeenten (2017)

De veiligheidsregio Limburg-Noord is een veiligheidsregio binnen de provincie Limburg. Het omvat de regio's Noord- en Midden-Limburg.

## Regioprofiel
- Inwoners: 515.520 (2013, CBS)
- Landoppervlakte: 1521,5 km²
- Gemeenten: 15 per 1-1-2010
- De regio is qua grondgebied zeer uitgestrekt.
- Nationaal Park De Groote Peel valt deels binnen deze regio.
- Nationaal Park De Maasduinen valt binnen deze regio
- Nationaal Park De Meinweg valt binnen deze regio. Het hoogste punt, het Wolfsplateau ligt op circa 80 meter boven NAP.
- De Maas kent in het zuiden van deze regio een complex sluizensysteem en is gevoelig voor hoogwaterproblematiek in een smalle maar dichtbewoonde strook langs de Maas.

## Risico's

### Terrein
- Het gebied kan milieuhinder ondervinden van industrie in het Ruhrgebied in Duitsland.
- Bij droogte en warmte kan het platteland geplaagd worden door rupsen en/of insecten.
- Hoogwaterrisico's langs de rivier de Maas.

### Infrastructuur
- Vervoer van gevaarlijke stoffen over de A2, de A73, A74, A77 en de A67.
- Vervoer van gevaarlijke stoffen over het spoor tussen België en Duitsland.
- Vervoer van gevaarlijke stoffen over de Maas en het Lateraal-kanaal.

### Sociaal-fysiek
- Attractiepark Toverland in de gemeente Horst aan de Maas.
- De geografische ligging ten opzichte van het Duitse Ruhrgebied vraagt aandacht voor het bestrijden van drugscriminaliteit.